# 신현역
신현역(新峴驛, Sinhyeon station)은 경기도 시흥시 미산동에 위치한 수도권 전철 서해선의 전철역이다. 이 역부터 김포공항역까지 지하 구간이다. 이 역과 시흥시청역 사이엔 일부 지상 구간이 존재한다.

## 연혁
- 2013년 10월 21일: 사업용 철도노선 고시 및 신현역으로 역명 결정[2]
- 2018년 4월 6일: 철도거리표 고시[3]
- 2018년 6월 16일: 수도권 전철 서해선 개통과 함께 영업 개시[4]

## 승강장
2면 2선의 상대식 승강장을 갖추고 있다. 승강장에는 스크린도어가 설치되어 있다.
| ↑ 신천     |
| \| 하      |
| 시흥시청 ↓ |

| 상행 | ● 수도권 전철 서해선 | 소사 · 김포공항 · 대곡 · 일산 방면 |
| 하행 | ● 수도권 전철 서해선 | 달미 · 초지 · 원시 방면            |

## 역 주변
- 신현동 행정복지센터
- 포동생활체육공원
- 관곡지

## 사진

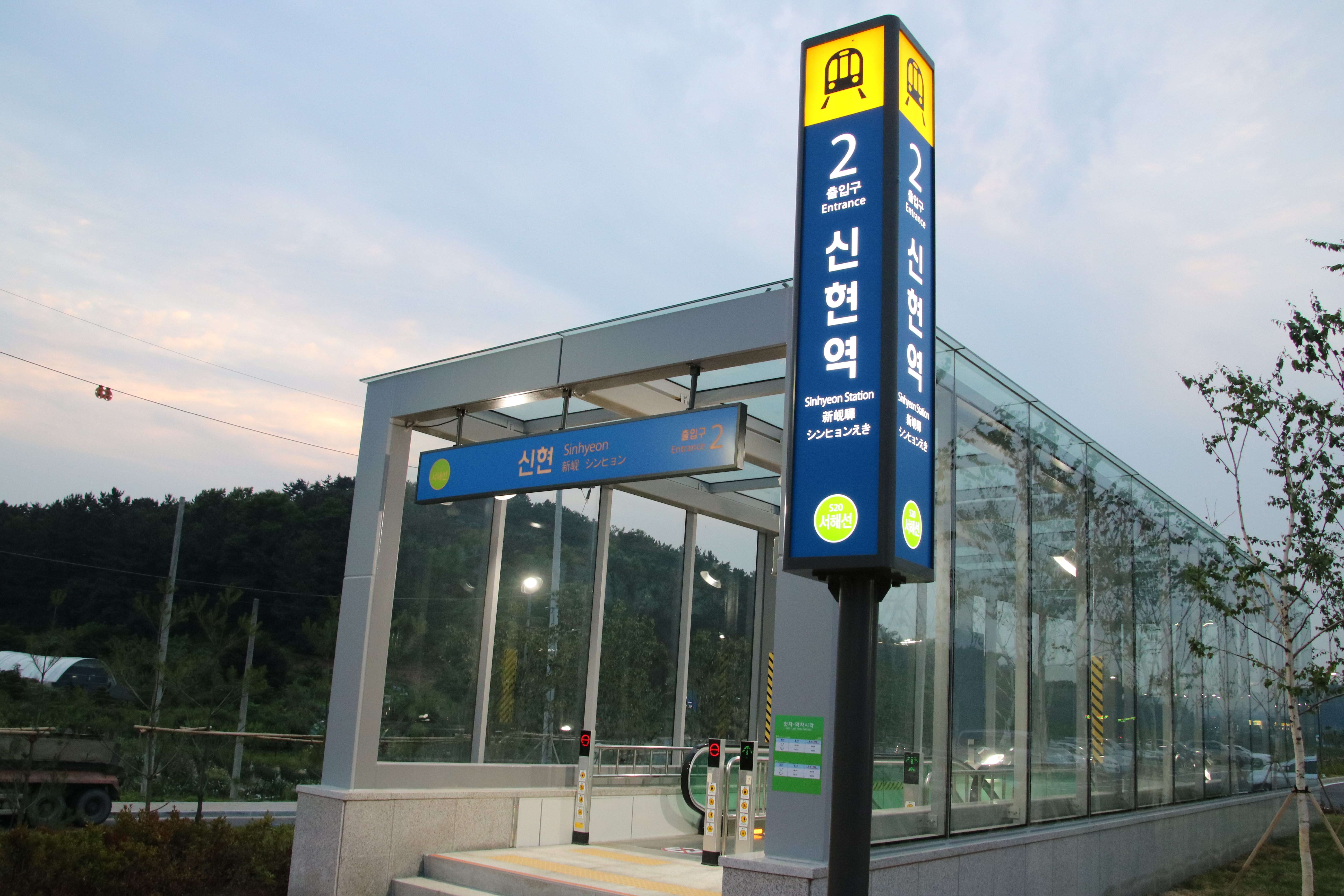
2번 출입구
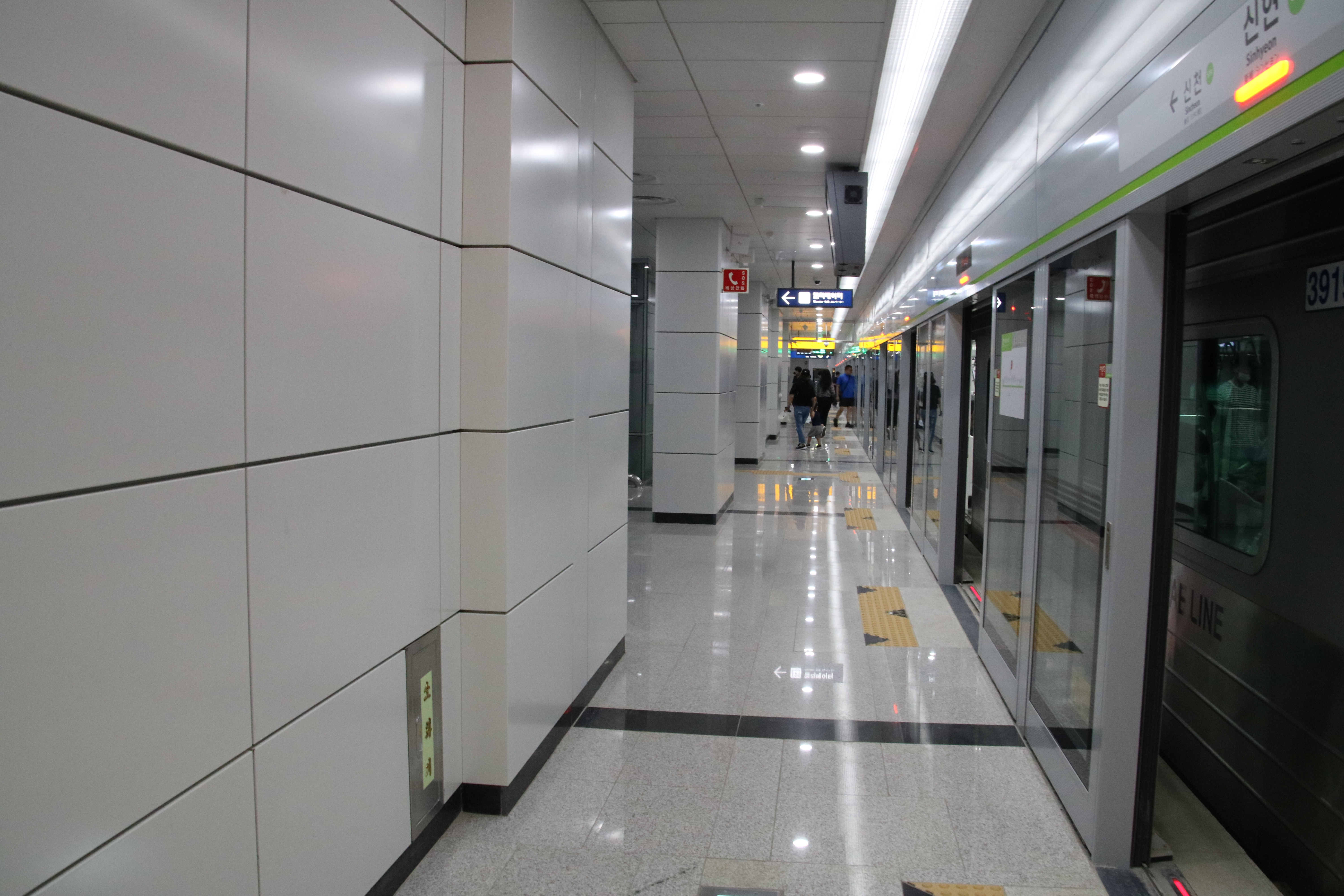
승강장
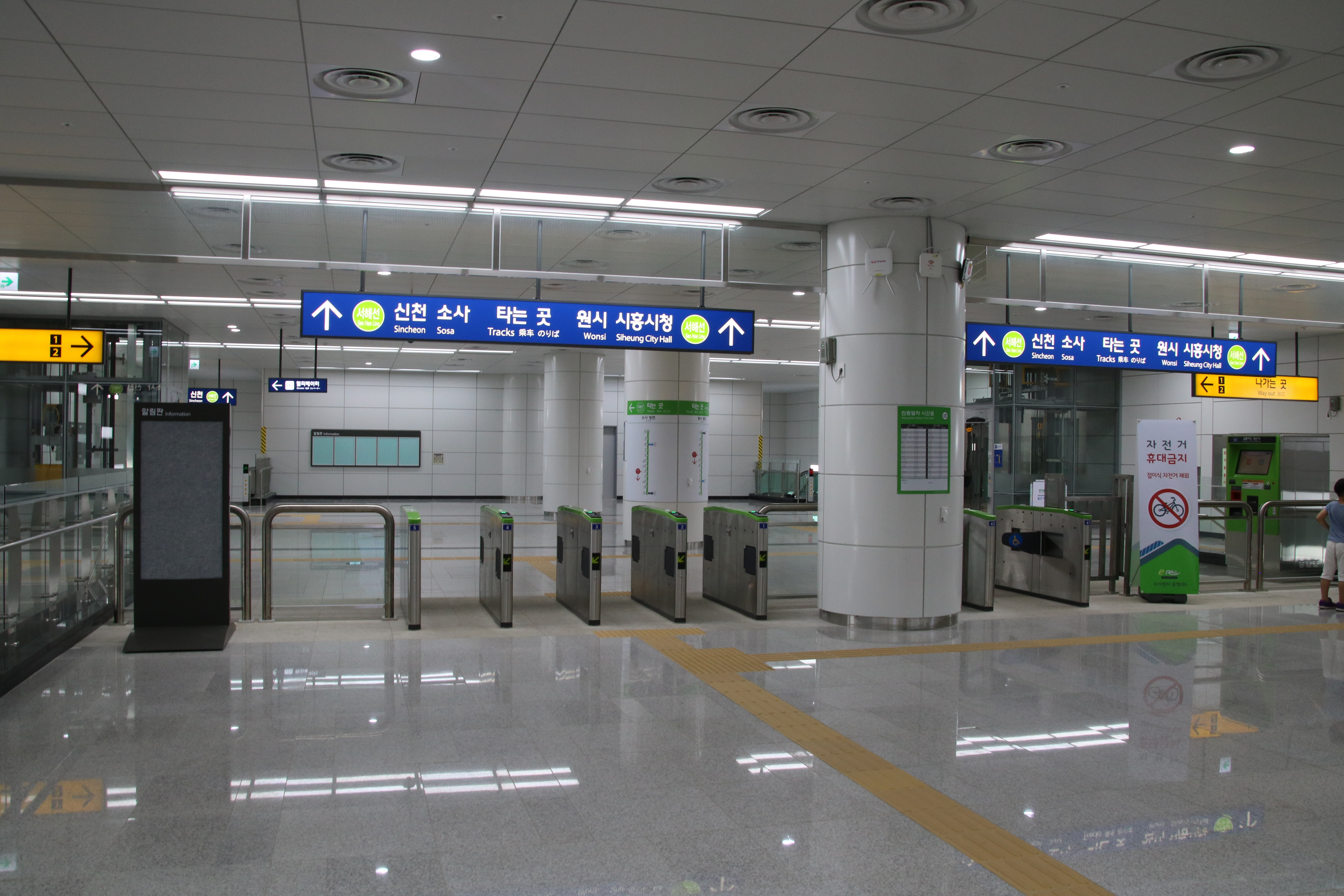
개찰구

## 이용객 변동
| 노선   | 일평균 인원수 (명/일) | 일평균 인원수 (명/일) | 일평균 인원수 (명/일) | 일평균 인원수 (명/일) | 일평균 인원수 (명/일) | 각주  |
| 노선   | 2018년                | 2019년                | 2020년                | 2021년                | 2022년                | 각주  |
| ------ | --------------------- | --------------------- | --------------------- | --------------------- | --------------------- | ----- |
| 서해선 | 2,855                 | 3,125                 | 2,475                 | 1,389                 | 1,467                 | [ 5 ] |

## 인접한 역
| 수도권 전철 서해선 | 수도권 전철 서해선   | 수도권 전철 서해선     |
| ------------------ | -------------------- | ---------------------- |
| S19 신천 일산 방면 | ● 수도권 전철 서해선 | S22 시흥시청 원시 방면 |